# Rivière Bachelor
Pour les articles homonymes, voir Bachelor.
La rivière Bachelor est un affluent du lac Waswanipi, coulant dans la municipalité régionale de comté (MRC) de Jamésie, dans la région administrative du Nord-du-Québec, dans la province de Québec, au Canada. Le cours de la rivière traverse les cantons de Lesueur et de Nelligan.
Le bassin versant de la rivière Bachelor est accessible par la route 113 laquelle relie Lebel-sur-Quévillon à Chibougamau. Cette route suit en partie la vallée de la rivière Bachelor. En sus, le chemin de fer du Canadien National dessert toute cette petite vallée.
La surface de la rivière Bachelor est habituellement gelée du début novembre à la mi-mai, toutefois la circulation sécuritaire sur la glace se fait généralement de la mi-novembre à la mi-avril.

## Géographie
Les principaux bassins versants voisins de la rivière Bachelor sont :
- côté Nord : rivière Waswanipi, petite rivière Waswanipi ;
- côté Est : lac Opawica, lac Wachigabau, rivière Opawica ;
- côté Sud : Petite rivière Bachelor, rivière O'Sullivan, lac Pusticamica, rivière Wetetnagami ;
- côté Ouest : lac Waswanipi, rivière O'Sullivan, rivière Iserhoff.

La rivière Bachelor prend sa source à l’embouchure du lac Billy (longueur : 2,9 km ; altitude : 299 m) qui est situé du côté Sud-Est de la route 113, à :
- 0,6 km à l’Ouest du lac Opawica ;
- 22,6 km au Nord-Est de l’embouchure de la rivière Bachelor (confluence avec le lac Waswanipi) ;
- 35,0 km à l’Est de l’embouchure du lac Waswanipi (confluence avec la rivière Waswanipi) ;
- 70,2 km à l’Est de l’embouchure du Lac au Goéland (rivière Waswanipi) ;
- 118,4 km au Sud-Est de l’embouchure du lac Matagami ;
- 281 km au Sud-Est de l’embouchure de la rivière Nottaway ;
- 90,6 km au Nord-Est du centre du village de Lebel-sur-Quévillon.

À partir de sa source, la « rivière Bachelor » coule sur 36,5 km selon les segments suivants :
- 6,0 km vers le Sud-Ouest dans le canton de Lesueur, jusqu’à la rive Nord du Lac Bachelor ;
- 3,0 km vers l’Ouest, en traversant le lac Bachelor (longueur : 3,2 km ; altitude : 293 m) ;
- 9,4 km vers le Sud-Ouest en coupant la route 113, jusqu’à la limite Est du canton de Nelligan ;
- 4,4 km vers le Sud-Ouest en coupant le chemin de fer du Canadien National, jusqu’à un ruisseau (venant du Nord) ;
- 8,2 km vers le Sud-Ouest, jusqu’à la confluence de la Petite rivière Bachelor (venant du Sud-Ouest) ;
- 5,5 km vers le Nord-Ouest en coupant le chemin de fer du Canadien National, jusqu’à son embouchure[2].

La rivière Bachelor se déverse au fond d’une baie étroite sur la rive Sud-Est du lac Waswanipi ; cette embouchure est située tout près (côté Nord) du chemin de fer du Canadien National. À partir de cette embouchure, le courant traverse vers le Nord, sur 24,4 km le lac Waswanipi, jusqu’à son embouchure. De là, le courant coule d’abord le Nord en empruntant la rivière Waswanipi, puis vers l’Ouest, jusqu’à la rive Est du lac au Goéland (rivière Waswanipi). Le courant de cette dernière coule vers l’Ouest, jusqu’à la rive Est du lac au Goéland. Ce dernier est traversé vers le Nord-Ouest par la rivière Waswanipi qui est un affluent du lac Matagami.
L’embouchure de la rivière Bachelor située à :
- 24,4 km au Sud-Est de l’embouchure du Lac Waswanipi (confluence avec la rivière Waswanipi) ;
- 58,9 km au Sud-Est de l’embouchure du lac au Goéland (rivière Waswanipi) ;
- 75,5 km au Sud-Est de l’embouchure du Lac Olga (rivière Waswanipi) ;
- 38,2 km au Sud-Ouest du centre du village de Waswanipi ;
- 99,7 km à l’Est du centre-ville de Matagami.

## Toponymie
D’origine anglaise, le terme « Bachelor » se réfère à un homme célibataire non marié. Ce terme s’avère aussi le titre de toute personne de tout sexe ou état civil qui détient un baccalauréat.
Le toponyme « rivière Bachelor » a été officialisé le 5 décembre 1968 à la Commission de toponymie du Québec, soit à la création de cette commission